# Пляйнфельд
Пляйнфельд (нім. Pleinfeld) — громада в Німеччині, розташована в землі Баварія. Підпорядковується адміністративному округу Середня Франконія. Входить до складу району Вайсенбург-Гунценгаузен.
Площа — 72,22 км2. Населення становить 7589 ос. (станом на 31 грудня 2020).